# ザ・シングルズ (ザ・クラッシュのアルバム)
ザ・シングルズ (The Singles) はイギリスのパンク・ロックバンド、ザ・クラッシュのコンピレーション・アルバム。

## ザ・シングルズ（1991年）
ザ・シングルズ (The Singles) は1991年に発表された、イギリスのパンク・ロックバンド、ザ・クラッシュのベスト・アルバム。シングルのA面曲を、発表順に収録したものであるが、1985年の「ディス・イズ・イングランド」（アルバム『カット・ザ・クラップ』収録）は、このアルバムでは無視された。

### 収録曲
1. 白い暴動 (White Riot)
2. リモート・コントロール (Remote Control)
3. コンプリート・コントロール (Complete Control)
4. クラッシュ・シティ・ロッカーズ (Clash City Rockers)
5. ハマースミス宮殿の白人 ((White man) in Hammersmith Palais)
6. トミー・ガン (Tommy Gun)
7. イングリッシュ・シヴィル・ウォー (English Civil War)
8. アイ・フォウト・ザ・ロウ (I Fought the Law)
9. ロンドン・コーリング (London Calling)
10. トレイン・イン・ヴェイン (Train in Vain)
11. バンクロバー (Bankrobber)
12. ザ・コール・アップ (The Call Up)
13. ヒッツヴィルUK (Hitsville UK)
14. 7人の偉人 (The Magnificent Seven)
15. ディス・イズ・レディオ・クラッシュ (This is Radio Clash)
16. 権利主張 (Know Your Rights)
17. ロック・ザ・カスバ (Rock the Casbah)
18. シュド・アイ・ステイ・オア・シュド・アイ・ゴー (Should I Stay or Should I Go)

## ザ・シングルズ2007（2007年）
ザ・シングルズ2007 (The Singles) は2007年に発表された、イギリスのパンク・ロックバンド、ザ・クラッシュのベスト・アルバム。ジョー・ストラマーの死後、前作『ザ・シングルズ』に最終シングル「ディス・イズ・イングランド」を追加する形で作り直された。ジャケットも新たに作り直され、曲順も入れ替えられている。
日本版では、それまで日本で入手不可能であった「リターン・トゥ・ブリクストン」が追加されている。「ディス・イズ・イングランド」のダブヴァージョンも収録予定であったが、取りやめられた。

### 収録曲
1. ロンドン・コーリング (London Calling)
2. ロック・ザ・カスバ (Rock the Casbah)
3. シュド・アイ・ステイ・オア・シュド・アイ・ゴー (Should I Stay or Should I Go)
4. アイ・フォウト・ザ・ロウ (I Fought the Law)
5. ハマースミス宮殿の白人 ((White man) in Hammersmith Palais)
6. 7人の偉人 (The Magnificent Seven)
7. バンクロバー (Bankrobber)
8. ザ・コール・アップ (The Call Up)
9. コンプリート・コントロール (Complete Control)
10. 白い暴動 (White Riot)
11. リモート・コントロール (Remote Control)
12. トミー・ガン (Tommy Gun)
13. クラッシュ・シティ・ロッカーズ (Clash City Rockers)
14. イングリッシュ・シヴィル・ウォー (English Civil War)
15. ヒッツヴィルUK (Hitsville UK)
16. 権利主張 (Know Your Rights)
17. ディス・イズ・イングランド (This is England)
18. ディス・イズ・レディオ・クラッシュ (This is Radio Clash)
19. トレイン・イン・ヴェイン (Train in Vain)
20. リターン・トゥ・ブリクストン (Return to Brixton) - 日本盤だけのボーナス・トラック